# Paški Kozjak
Paški Kozjak je naselje u slovenskoj Općini Velenju. Paški Kozjak se nalazi u pokrajini Štajerskoj i statističkoj regiji Savinjskoj. 

## Stanovništvo
Prema popisu stanovništva iz 2002. godine naselje je imalo 225 stanovnika.